# Севастопольський національний університет ядерної енергії та промисловості
Севастопольський університет ядерної енергії та промисловості (абр. СНУЯЕтаП) — вищий навчальний заклад України (ліц. АВ № 420679 / Серт. РД-IV № 272572) у місті Севастополі.

## Історія

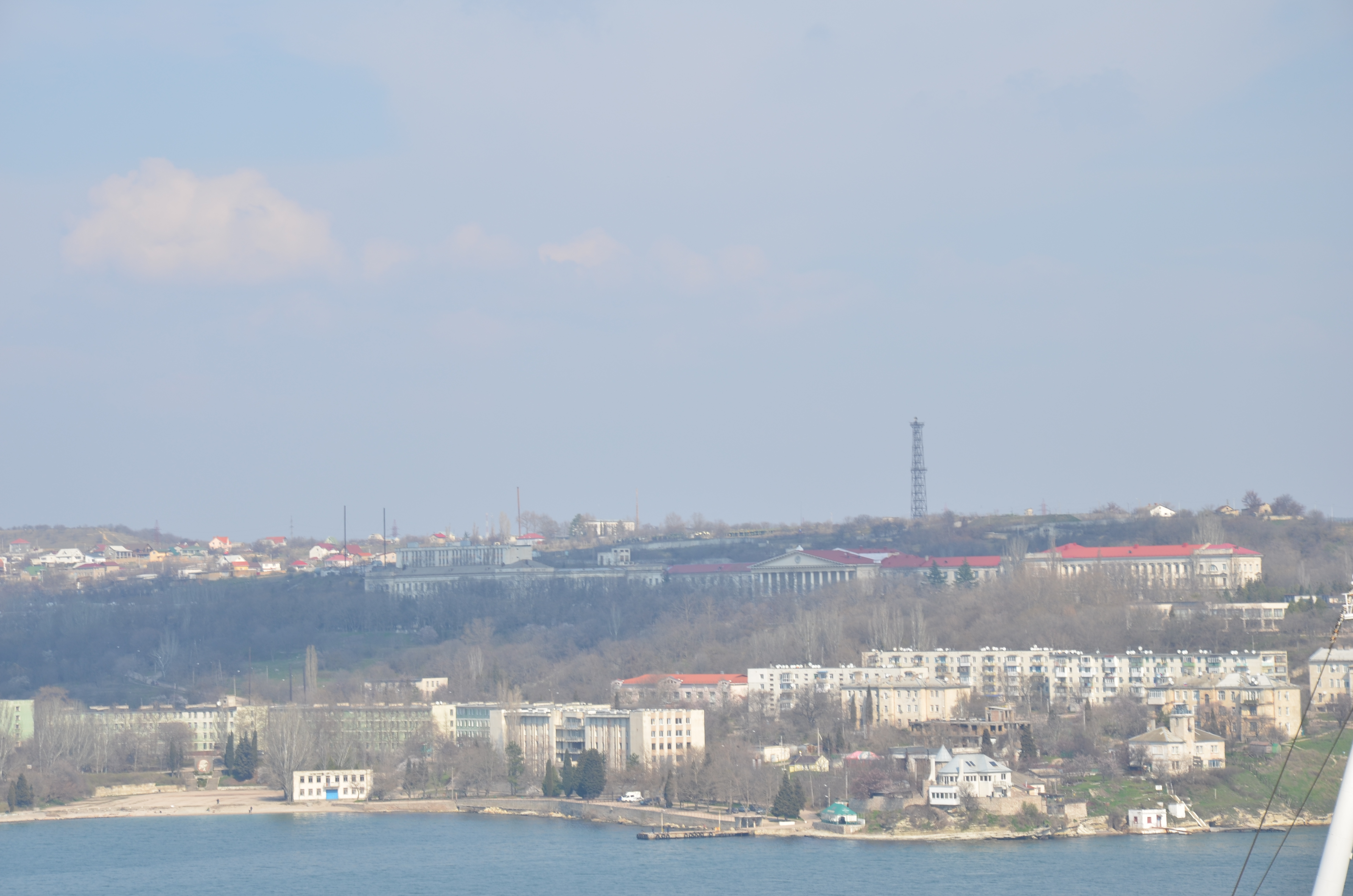
Довжина будівлі університету — 393 метри

Університет розташований у мальовничому районі Севастополя, на березі Чорного моря і має цікаву Історію.
Проект будівлі (палац типу Смольного і Адміралтейства в Санкт-Петербурзі) був розроблений на початку минулого століття відомим Петроградським архітектором Олександром Олександровичем Венсаном.
Будівлю було закладено 23 червня 1915 року.
У ній розташовувався 2-й Морський кадетський корпус для підготовки офіцерів військового флоту Росії, у якому планувалось навчання сина царя Миколи II.
На території бухти Голландія з 1924 по 1931 рр. знаходилось училище морських пілотів, яке з часом було переведене у м. Єйськ.
По закінченню Великої Вітчизняної війни у 1951 р. на базі недобудованої будівлі 2-го Морського кадетського корпусу рішенням радянського уряду та командування ВМФ СССР було створене третє військово-морське інженерне училище(ВВМІУ).
З 1954 року училище почало підготовку інженерів-механіків для радянського підводного флоту (ВВМІУ ПП — «підводного плавання»).
Центральна величезна за розмірами будівля була остаточно добудована в 1960 році. Це одна з найдовших будівель Європи: довжина фасаду по прямій складає 393 метри.
З 1964 р. училище було перейменовано в севастопольське вище військово-морське інженерне училище (СВВМІУ), яке випускало фахівців для радянського атомного підводного флоту.
При становленні суверенної держави Україна в СВВМІУ розташовувалися інженерні факультети військово-морського інституту України.
У цей же період було створено факультет з підготовки фахівців для атомної енергетики України.
2 серпня 1996 р. постановою Кабінету Міністрів України № 884 на базі цього факультету був створений Севастопольський інститут ядерної енергії та промисловості (СІЯЕтаП).
Указом Президента України № 305/2002 від 27 березня 2002 р. інституту присвоєно статус «Національний».
СНУЯЕтаП внесений до Державного реєстру закладів освіти України за № А0855 і має ліцензію серії ВДП-III № 271714 на підготовку фахівців. СНІЯЕтаП внесений до Державного реєстру закладів освіти України за № А0855 і має ліцензію серії ВДП-III № 271714 на підготовку фахівців.
Відповідно до Указу Президента України № 2 / 2005 «Про Севастопольський національний інститут ядерної енергії та промисловості» та Розпорядженням Кабінету Міністрів України від 26 травня № 159-р «Про створення Севастопольського національного університету ядерної енергії та промисловості» СНІЕтаП реформований в університет — Севастопольський національний університет ядерної енергії та промисловості (СНУЯЕтаП).

## Ректори
- 1996—1998 — Роберт Арведович Лукаушкін
- 1998—2012 — Сергій Борисович Смірнов
- 2012—2013 — Борис Петрович Береза
- 2013—2014 — Дівізінюк Михайло Михайлович

## Корпуси та кампуси
У розпорядженні студентів і викладачів наявна навчально-матеріальна база: науково-технічна бібліотека; сучасні мультимедійні аудиторії; понад 30 комп'ютерних класів, які мають сотні спеціалізованих навчальних програм за всіма спеціальностями, більш ніж 40 спеціалізованих навчальних лабораторій, які оснащені всім необхідним для навчання і наукової роботи, а також реальним обладнанням атомних станцій, радіоактивними джерелами тощо.
Науково-дослідний і навчальний реактор ІР-100, (з лабораторіями для виробництва нейтронно-активаційного аналізу на базі ядерно-спектрометричного комплексу виробництва «Канберра-Паккард»; комплексом обладнання для контролю легування кремнію і спектрофотометром); аналітичний тренажер управління енергоблоку АЕС з реактором ВВЕР-1000, комплекс локальних навчальних тренажерів цехів АЕС, що дають унікальну можливість проводити практичні заняття в умовах, які наближені до реальних умов експлуатації устаткування підприємств.
До послуг студентів:
- Сучасний спортивний комплекс, тренажерні зали, спортивні майданчики;
- Фундаментальна бібліотека з основним фондом (415 тис. томів) і читальним залом на 450 місць;
- Гуртожитки, буфет, актовий зал на 500 місць, їдальня на 2 тис. посадочних місць.
- При університеті діє медико-санітарна частина.

## Інститути та факультети
- Інститут Атомної енергетики
- Інститут Електротехніки та енергозбереження
- Інститут Ядерно-хімічних технологій
- Інститут Екологічної та інформаційної безпеки
- Інститут Нанотехнологій, інформаційно-вимірювальних та спеціалізованих комп'ютерних систем в енергетиці

## Нагороди та репутація
Севастопольський національний університет ядерної енергії та промисловості
Рейтинг університетів України III, IV рівнів акредитації Топ-200 Україна у 2012 році № 96 (16,59449284)